# Maddur
Maddur é um cidade no distrito de Mandya, no estado indiano de Karnataka.

## Geografia
Maddur está localizada a 11° 46′ N, 76° 34′ L. Tem uma altitude média de 919 metros (3015 pés).

## Demografia
Segundo o censo de 2001, Maddur tinha uma população de 26 456 habitantes. Os indivíduos do sexo masculino constituem 51% da população e os do sexo feminino 49%. Maddur tem uma taxa de literacia de 68%, superior à média nacional de 59,5%: a literacia no sexo masculino é de 73% e no sexo feminino é de 63%. Em Maddur, 12% da população está abaixo dos 6 anos de idade.